# تپه قصرالدشت
تپه قصرالدشت مربوط به دوره هخامنشی است و در شهرستان پاسارگاد، روستای وکیل آباد واقع شده و این اثر در تاریخ ۲۸ تیر ۱۳۵۵ با شمارهٔ ثبت ۱۲۷۰ به‌عنوان یکی از آثار ملی ایران به ثبت رسیده است.